# Doris Stockhausen
Doris und Karlheinz Stockhausen
(Jahr unbekannt)

Link zum Bild

Doris Stockhausen (* 28. Februar 1924 in Hamburg als Doris Gertrud Johanna Andreae; † 20. Juni 2023) war eine deutsche Musikpädagogin. Sie war die erste Ehefrau des Komponisten Karlheinz Stockhausen, der ihr mehrere Werke widmete.

## Leben
Doris Andreae war die Tochter des wohlhabenden Hamburger Schiffbauers Max Andreae (1887–1973) und dessen Ehefrau Emmi Alwine, geborene Blohm (1890–1931). Sie studierte an der Musikhochschule in Köln Klavier und lernte dort ihren Mitstudenten Karlheinz Stockhausen kennen.:S. 109 Im August 1951 verlobte sich das Paar.:S. 22 Doris war protestantisch erzogen, konvertierte aber anlässlich ihrer bevorstehenden Heirat zum katholischen Glauben.:S. 72
Obwohl beide zu jener Zeit noch ohne festes Einkommen waren, heiratete das Paar gegen den Willen der Familie Andreae am 29. Dezember 1951 in Hamburg, kurz bevor Karlheinz Stockhausen zu einem Studienaufenthalt nach Paris abreisen musste. Als Trauzeugen fungierten der belgische Komponist und Musikwissenschaftler Karel Goeyvaerts, mit dem der Bräutigam zu jener Zeit in regem Kontakt stand, und der Zauberkünstler Alexander Adrion.:S. 72
In den 1950er Jahren war Doris Stockhausen die Ehefrau des Komponisten und Mutter von vier gemeinsamen Kindern,  darunter drei Töchter Suja, Christel und Majella (geboren 1953, 1956 und 1961) und der Sohn Markus (* 1957), aber auch seine Muse. Sie ermöglichte ihrem Ehemann, sich Jahr um Jahr unbelastet von Alltagssorgen ausschließlich auf seine Arbeit zu konzentrieren, und begleitete ihn auf zahlreichen Reisen. Dank der Atmosphäre, die sie in ihrem Haus geschaffen hatte, waren mit ihm befreundete Musiker wie Henri Pousseur, György Ligeti, Cornelius Cardew, Earle Brown, Heinz-Klaus Metzger, David Tudor, Frederic Rzewski, Hugh Davies und Rolf Gehlhaar oft auch über längere Zeiträume in ihrem Haus zu Gast.
Dennoch wandte sich Karlheinz Stockhausen zu Beginn der 1960er Jahre emotional zunehmend der Künstlerin Mary Bauermeister zu; er wollte jedoch seine Familie nicht verlassen. Doris Stockhausen, damals Mutter von vier kleinen Kindern, willigte schließlich in seinen Wunsch ein, eine Ehe zu dritt mit Mary Bauermeister zu führen. Im Jahr 1965 wurde ihre Ehe jedoch nach 14 Jahren geschieden. Doris Stockhausen lebte in der Folgezeit in Köln und war als Klavierlehrerin tätig.
Sie starb am 20. Juni 2023 im Alter von 99 Jahren.

## Doris Stockhausen gewidmete Werke
Karlheinz Stockhausen widmete Doris Andreae schon während der Verlobungszeit das Stück Chöre für Doris und in der ersten Hälfte der 1950er Jahre einige weitere seiner Kompositionen.:S. 164 Diese waren teilweise inspiriert von den Buchstaben ihres Vornamens: D, R und S. Die letzte Widmung an Doris Stockhausen erfolgte im Dezember 1976 mit dem Stück Vier Sterne weisen Dir den Weg, wobei mit den Sternen ihre vier gemeinsamen Kinder gemeint waren.
Zu den ihr gewidmeten Werken Karlheinz Stockhausens zählen:
- 1950: Chöre für Doris
- 1950: Drei Lieder
- 1950: Choral
- 1951: Kreuzspiel
- 1952: Klavierstück III[4]:S. 112
- 1952: Spiel
- 1952: Schlagtrio (ursprünglich Schlagquartett)
- 1953: Kontra-Punkte
- 1955: Gesang der Jünglinge[7]
- 1976: Vier Sterne weisen Dir den Weg, No. 5 in Amour

## Familie
Aus der Ehe mit Karlheinz Stockhausen gingen vier Kinder hervor. Der Sohn Markus Stockhausen ist Trompeter und Komponist. Die Hamburger Unternehmer und Leiter der Schiffswerft Blohm & Voss, Walther und Rudolf Blohm waren ihre Onkel; ihr Großvater mütterlicherseits war der Mitbegründer der Werft, Hermann Blohm.